# Carmela Romero
Carmela Romero Sáez (Concepción, 1877-Ibidem, 1961) fue una educadora chilena. Destacó por dar educación e instrucción a otras mujeres en una época en donde las diferencias sociales eran muy marcadas.

## Trayectoria
En 1896 fundó el Liceo de Señoritas "Santa Filomena", en su antigua casa familiar. Dirigió a la institución durante 13 años contando con un considerable prestigio, en 1955 lo donó a la Congregación Dominica Misionera de la Sagrada Familia y estipuló que se llamara "Colegio Carmela Romero de Espinosa". Después de retirarse de las tareas docentes continuo con su labor fundando el Conservatorio de Música "Enrique Soro" y la Ciudad del Niño "Ricardo Espinosa". Esta última institución llevando el nombre de su esposo y dedicándose a atender a niños sin familia. Falleció en 1961 en su casa de calle O`Higgins 1142 en Concepción.
Su mausoleo se ubica en la calle Camilo Henríquez entre Dr. Guillermo Otto y Jorge Rogers. Resultó destruido en el terremoto de 2010 y fue reconstruido por la Fundación Educacional Colegio Carmela Romero de Espinosa.

## Legado
El Colegio Carmela Romero de Espinosa lleva educando de forma ininterrumpida desde su creación, teniendo aproximadamente 891 alumnos y alumnas. Es un colegio particular subvencionado, que educa a sus alumnos y alumnas desde el nivel prekinder hasta cuarto año de educación media y, asume como misión la formación académica integral humanístico-científica de niños/as y jóvenes.